# 伊里比斯
伊里比斯(?-?)，是俄羅斯第一个有纪录的可萨汗国的可汗。他是七世紀第一个可萨可汗，是西突厥统叶护可汗后人。也说明他们与西突厥有关系（他们的汗似乎是阿史那家族分封在铁勒的可汗）。